# San Antonio Corrales (Guanajuato)
San Antonio Corrales es una localidad del estado mexicano de Guanajuato. Es parte del municipio de Comonfort.

## Toponimia
El nombre «San Antonio» hace referencia al santo patrono de la localidad: Antonio de Padua.

## Demografía
| Gráfica de evolución demográfica |
|                                  |

| Censo | Población |
| ----- | --------- |
| 1910  | 336       |
| 1921  | 142       |
| 1930  | 357       |
| 1940  | 167       |
| 1950  | 338       |
| 1960  | 490       |
| 1970  | 467       |
| 1980  | 668       |
| 1990  | 718       |
| 2000  | 1 025     |
| 2010  | 1 205     |
| 2020  | 1 246     |